# Kreis Kamenz
Der Kreis Kamenz (obersorbisch Wokrjes Kamjenc) war von 1952 bis 1990 eine Verwaltungseinheit im Bezirk Dresden in der DDR. Danach bestand er bis 1995 als Landkreis Kamenz im Freistaat Sachsen. Sein Gebiet liegt heute im Landkreis Bautzen in Sachsen. Seinen Verwaltungssitz hatte der Landkreis in der namensgebenden Stadt Kamenz.
Zum Kreis Kamenz gehörte der größte Teil des katholisch geprägten Kernsiedlungsgebietes der Sorben.

## Geographie

### Lage
Das Kreisgebiet, nordöstlich von Dresden, in der nordwestlichen Oberlausitz gelegen, wies eine geringe Bevölkerungsdichte auf.

### Nachbarkreise
Der Kreis Kamenz grenzte im Uhrzeigersinn im Norden beginnend an die Kreise Senftenberg, Hoyerswerda, Bautzen, Bischofswerda, Dresden-Land und Großenhain.

### Naturraum
Auf dem Territorium des ehemaligen Kreises wechseln unterschiedliche Naturräume einander ab. Der Norden liegt im Bereich des Breslau-Magdeburger Urstromtals und wird bestimmt von Grünland auf lösshaltigem Boden. Dort, wo eiszeitliche Talsande abgelagert wurden, wachsen Heidekraut und Kiefern. Westlich und östlich der Schwarzen Elster hatte man Teiche angelegt. Am bekanntesten ist das Teichgebiet von Döbra. Spuren eiszeitlicher Ablagerungen finden sich auch im mittleren ehemaligen Kreisgebiet, wo zwischen Brauna und Elstra in Grund- und Endmoränenzügen Schmelzwasserkiese und -sande anzutreffen sind. Den westlichen Teil des ehemaligen Kreises, zwischen Königsbrück und der südlichen Kreisgrenze, bestimmen die Höhen der Laußnitzer Heide. Sie ist Teil des Nordwestlausitzer Hügellandes mit seiner weit geschwungenen Oberflächengestalt. Während im Norden und Westen Höhen um 200 m vorherrschen, steigt das Gebiet südlich der ehemaligen Kreisstadt bis auf Höhen von fast 500 m an. Die bekanntesten Erhebungen sind der Wallberg bei Kamenz (356 m) und der Keulenberg südlich von Reichenbach (414 m). Der höchste Berg des Kreises war der Sibyllenstein bei Elstra, mit 449 m zugleich die höchste Erhebung in der westlichen Oberlausitz. Dieser Ausläufer des Lausitzer Berglandes bildet mit rund 4600 km² eine der größten geschlossenen Granitmassen des Kontinents.
Das ehemalige Kreisgebiet ist reich an Naturschutzgebieten. Das bekannteste war das Tiefental bei Königsbrück, ein felsiges, von der Pulsnitz durchflossenes Wildbachtal. Bereits 1973 verfügte der Kreis über 45 geologische Naturdenkmäler, darunter Findlinge und Natursteinbrüche. Sie fanden sich u. a. bei Kamenz, Brauna, Steina und Schönau.

## Geschichte
Der Kreis Kamenz ging aus der am 1. Januar 1939 in Landkreis Kamenz umbenannten, 1874 gegründeten Amtshauptmannschaft Kamenz hervor. Mit der Kreisreform der DDR am 25. Juli 1952 erfolgte die Bildung der Bezirke und eine Neugliederung der Kreise. Der alte Landkreis Kamenz gab mit Bretnig-Hauswalde, Großröhrsdorf, Kleindittmanssdorf, Lichtenberg, Ohorn und Pulsnitz sechs seiner 99 Gemeinden an den neuen Kreis Bischofswerda im Süden ab. Der neue Kreis Kamenz wurde dem neugebildeten Bezirk Dresden zugeordnet, Kreissitz wurde Kamenz. Besonders der östliche Teil des Kreises gehörte zum Siedlungsgebiet der Sorben. Der Kreis setzte sich anfänglich zusammen aus 
- 93 aus dem alten Landkreis Kamenz stammenden Gemeinden:

Auschkowitz, Bernbruch, Biehla, Bischheim, Brauna, Bulleritz, Cannewitz, Caseritz, Cosel, Crostwitz, Cunnersdorf, Cunnewitz, Deutschbaselitz, Döbra, Dürrwicknitz, Elstra, Friedersdorf, Gelenau, Gersdorf, Glaubnitz, Gottschdorf, Gräfenhain, Gränze, Großgrabe, Großnaundorf, Grüngräbchen, Häslich, Hausdorf, Hennersdorf, Höckendorf, Höflein, Horka, Jauer, Jiedlitz, Kamenz, Kaschwitz, Kleinhänchen, Koitzsch, Königsbrück, Kuckau, Laske, Laußnitz, Lehndorf, Liebenau, Lieske, Lückersdorf, Milstrich, Miltitz, Mittelbach, Möhrsdorf, Naußlitz, Nebelschütz, Neukirch, Nucknitz, Oberlichtenau, Oßling, Ostro, Panschwitz, Petershain, Piskowitz, Prietitz, Räckelwitz, Ralbitz, Rauschwitz, Reichenau, Reichenbach, Röhrsdorf, Rosenthal, Säuritz, Schiedel, Schmeckwitz, Schmerlitz, Schmorkau, Schönau, Schönbach, Schweinerden, Schwepnitz, Schwosdorf, Siebitz, Skaska, Steina, Steinborn-Bohra, Straßgräbchen, Trado, Tschaschwitz, Weißbach b. Königsbrück, Weißbach b. Pulsnitz, Weißig, Wendischbaselitz, Wiesa, Zeisholz, Zerna und Zschornau.
- sowie fünf Gemeinden aus dem alten Landkreis Bautzen:

Coblenz, Doberschütz, Großhänchen, Storcha und Uhyst am Taucher.
Von 1952 bis 1990 kam es zu den folgenden Gebietsänderungen:
- Am 4. Dezember 1952 wurden Coblenz und Storcha in den Kreis Bautzen umgegliedert.
- Am 4. Dezember 1952 wurden Großhänchen und Uhyst am Taucher in den Kreis Bischofswerda umgegliedert.
- Am 1. Januar 1957 wurde Doberschütz in den Kreis Bautzen umgegliedert.
- Am 1. Januar 1957 wurde eine größere Zahl von Gemeinden eingemeindet:
  - Auschkowitz kam zu Kleinhänchen
  - Caseritz kam zu Crostwitz
  - Dürrwicknitz kam zu Miltitz
  - Gelenau und Lückersdorf wurden zur neuen Gemeinde Lückersdorf-Gelenau zusammengeschlossen.
  - Glaubnitz und Kaschwitz wurden zur neuen Gemeinde Kaschwitz-Glaubnitz zusammengeschlossen.
  - Gränze kam zu Zerna
  - Kuckau, Panschwitz und Schweinerden wurden zur neuen Gemeinde Panschwitz-Kuckau zusammengeschlossen.
  - Laske kam zu Schmerlitz
  - Naußlitz kam zu Ralbitz
  - Petershain kam zu Brauna
  - Siebitz und Tschaschwitz kamen zu Lehndorf
  - Steinborn-Bohra kam zu Königsbrück
- Am 1. April 1959 wurden Gersdorf und Möhrsdorf zur neuen Gemeinde Gersdorf-Möhrsdorf zusammengeschlossen.
- Am 1. Juli 1965 wurden Schiedel und Zschornau zur neuen Gemeinde Zschornau-Schiedel zusammengeschlossen.
- Am 1. Januar 1968 wurden Liebenau in Brauna sowie Weißbach b. Pulsnitz in Steina eingegliedert.
- Am 1. Januar 1969 wurden Bischheim und Häslich zur neuen Gemeinde Bischheim-Häslich zusammengeschlossen.
- Am 1. Januar 1969 wurden Cosel und Zeisholz zur neuen Gemeinde Cosel-Zeisholz zusammengeschlossen.
- Am 1. Januar 1969 wurden Döbra, Skaska und Trado zur neuen Gemeinde Skaska-Döbra zusammengeschlossen.
- Am 1. Juli 1971 wurde Mittelbach in Großnaundorf eingegliedert.
- Am 1. August 1971 wurde Jauer in Panschwitz-Kuckau eingegliedert.
- Am 1. Januar 1972 wurde Schwosdorf in Brauna eingegliedert.
- Am 1. Januar 1973 wurde Schmeckwitz in Räckelwitz eingegliedert.
- Am 1. April 1973 wurde Höflein in Räckelwitz eingegliedert.
- Am 1. Januar 1974 wurde eine größere Zahl von Gemeinden eingemeindet:
  - Horka und Nucknitz kamen zu Crostwitz.
  - Wiesa kam zur Stadt Kamenz.
  - Jiedlitz kam zu Kleinhämchen
  - Miltitz und Wendischbaselitz kamen zu Nebelschütz
  - Cannewitz, Kaschwitz-Glaubnitz und Säuritz kamen zu Ostro
  - Lehndorf kam zu Panschwitz-Kuckau
  - Cunnewitz und Schönau kamen zu Ralbitz.
  - Piskowitz, Schmerlitz und Zerna kamen zu Rosenthal.
- Am 1. Januar 1979 wurde Hennersdorf in Lückersdorf-Gelenau eingegliedert.

Am 17. Mai 1990 wurde der Name des Kreises in Landkreis Kamenz geändert. In der Folgezeit sank die Zahl der Gemeinden im Landkreis Kamenz von 50 bis zur ersten Kreisgebietsreform (1994/1996) in Sachsen durch weitere Gebietsänderungen bis auf 31:
Am 1. Januar 1994 kam es dabei zu den folgenden Eingemeindungen:
- Friedersdorf kam zur Stadt Pulsnitz im Landkreis Bischofswerda.
- Gräfenhain kam zu Königsbrück.
- Lieske, Milstrich und Skaska-Döbra kamen zu Oßling
- Ostro kam zu Panschwitz-Kuckau.
- Ralbitz und Rosenthal wurden zur neuen Gemeinde Ralbitz-Rosenthal zusammengeschlossen.
- Rauschwitz kam zu Elstra.
- Reichenau und Reichenbach wurden zur neuen Gemeinde Reichenbach-Reichenau zusammengeschlossen.

Am 1. März 1994 kam es zu weiteren Eingemeindungen:
- Friedersdorf kam zu Burkau im Landkreis Bischofswerda.
- Gottschdorf, Schmorkau und Weißbach b. Königsbrück kamen zu Neukirch.
- Prietitz kam zu Elstra.
- Röhrsdorf kam zu Königsbrück.
- Biehla, Brauna, Cunnersdorf, Hausdorf und Schönbach wurden zur neuen Gemeinde Schönteichen zusammengeschlossen.

In der ersten Stufe der sächsischen Landkreisreform, die am 1. August 1994 in Kraft trat, wurden dem Landkreis Kamenz die Städte Pulsnitz und Großröhrsdorf sowie die Gemeinden Bretnig-Hauswalde, Kleinröhrsdorf, Lichtenberg und Ohorn des vormaligen Landkreises Bischofswerda zugeschlagen.
Zwischen dem 1. August 1994 und dem 31. Dezember 1995 gab es keine Gebietsänderungen. Am 31. Dezember 1995 wurde der Kreisschlüssel von 14092 zu 14292 geändert. Erst zu Beginn des Jahres 1996 wurden nach einem Gerichtsurteil der Landkreis Hoyerswerda und der Landkreis Dresden aufgelöst. Dadurch wurden weitere Gemeinden wie die Stadt Radeberg (Landkreis Dresden) sowie Bernsdorf, die Stadt Wittichenau und Lauta (bis dahin im Landkreis Hoyerswerda) mit den umliegenden Gemeinden dem Landkreis zugewiesen. Für drei Monate erhielt der Landkreis ab dem 1. Januar 1996 den Namen Landkreis Westlausitz-Dresdner Land.

## Bevölkerung
Bevölkerungsübersicht aller 50 Gemeinden des Kreises, die 1990 in das wiedergegründete Land Sachsen kamen.
| TGS    | AGS      | Gemeinde                          | Einwohner | Einwohner  | Fläche (ha) | heutige Gemeinde  | Landkreis |
| TGS    | AGS      | Gemeinde                          | 3.10.1990 | 31.12.1990 | 31.12.1990  | heutige Gemeinde  | Landkreis |
| ------ | -------- | --------------------------------- | --------- | ---------- | ----------- | ----------------- | --------- |
| 120801 | 14035010 | Bernbruch                         | 344       | 323        | 524         | Kamenz            | Bautzen   |
| 120802 | 14035020 | Biehla                            | 445       | 440        | 756         | Schönteichen      | Bautzen   |
| 120803 | 14035030 | Bischheim-Häslich                 | 1.845     | 1.832      | 1.389       | Haselbachtal      | Bautzen   |
| 120804 | 14035040 | Brauna                            | 899       | 879        | 1.998       | Schönteichen      | Bautzen   |
| 120805 | 14035050 | Bulleritz                         | 315       | 315        | 1.090       | Schwepnitz        | Bautzen   |
| 120807 | 14035070 | Cosel-Zeisholz                    | 347       | 348        | 1.894       | Schwepnitz        | Bautzen   |
| 120808 | 14035080 | Crostwitz (Chrósćicy)             | 1.139     | 1.141      | 1.332       | Crostwitz         | Bautzen   |
| 120809 | 14035090 | Cunnersdorf                       | 565       | 567        | 748         | Schönteichen      | Bautzen   |
| 120811 | 14035110 | Deutschbaselitz (Němske Pazlicy)  | 395       | 393        | 690         | Kamenz            | Bautzen   |
| 120813 | 14035130 | Elstra, Stadt                     | 2.179     | 2.165      | 1.690       | Elstra            | Bautzen   |
| 120814 | 14035140 | Friedersdorf                      | 614       | 615        | 572         | Pulsnitz          | Bautzen   |
| 120815 | 14035150 | Gersdorf-Möhrsdorf                | 1.925     | 1.924      | 1.064       | Haselbachtal      | Bautzen   |
| 120816 | 14035160 | Gottschdorf                       | 270       | 261        | 564         | Neukirch          | Bautzen   |
| 120817 | 14035170 | Gräfenhain                        | 491       | 494        | 578         | Königsbrück       | Bautzen   |
| 120818 | 14035180 | Großgrabe                         | 317       | 315        | 816         | Bernsdorf         | Bautzen   |
| 120819 | 14035190 | Großnaundorf                      | 1.103     | 1.093      | 1.497       | Großnaundorf      | Bautzen   |
| 120820 | 14035200 | Grüngräbchen                      | 407       | 408        | 1.155       | Schwepnitz        | Bautzen   |
| 120822 | 14035220 | Hausdorf                          | 211       | 213        | 505         | Schönteichen      | Bautzen   |
| 120824 | 14035240 | Höckendorf                        | 626       | 616        | 1.046       | Laußnitz          | Bautzen   |
| 120829 | 14035290 | Kamenz, Stadt (Kamjenc)           | 18.009    | 17.887     | 2.016       | Kamenz            | Bautzen   |
| 120831 | 14035310 | Kleinhänchen                      | 471       | 473        | 691         | Burkau            | Bautzen   |
| 120832 | 14035320 | Königsbrück, Stadt                | 4.749     | 4.699      | 6.332       | Königsbrück       | Bautzen   |
| 120833 | 14035330 | Koitzsch                          | 308       | 312        | 466         | Neukirch          | Bautzen   |
| 120834 | 14035340 | Laußnitz                          | 1.210     | 1.204      | 5.327       | Laußnitz          | Bautzen   |
| 120836 | 14035360 | Lieske                            | 325       | 325        | 570         | Oßling            | Bautzen   |
| 120837 | 14035370 | Lückersdorf-Gelenau               | 879       | 878        | 1.098       | Kamenz            | Bautzen   |
| 120838 | 14035380 | Milstrich (Jitro)                 | 306       | 308        | 813         | Oßling            | Bautzen   |
| 120841 | 14035410 | Nebelschütz (Njebjelčicy)         | 938       | 940        | 1.451       | Nebelschütz       | Bautzen   |
| 120842 | 14035420 | Neukirch                          | 535       | 529        | 903         | Neukirch          | Bautzen   |
| 120844 | 14035440 | Oberlichtenau                     | 1.628     | 1.631      | 1.003       | Pulsnitz          | Bautzen   |
| 120845 | 14035450 | Oßling                            | 738       | 741        | 567         | Oßling            | Bautzen   |
| 120846 | 14035460 | Ostro (Wotrow)                    | 638       | 639        | 1.266       | Panschwitz-Kuckau | Bautzen   |
| 120847 | 14035470 | Panschwitz-Kuckau (Pančicy-Kukow) | 1.874     | 1.860      | 1.114       | Panschwitz-Kuckau | Bautzen   |
| 120849 | 14035490 | Prietitz                          | 328       | 343        | 408         | Elstra            | Bautzen   |
| 120850 | 14035500 | Räckelwitz (Worklecy)             | 1.343     | 1.329      | 1.151       | Räckelwitz        | Bautzen   |
| 120851 | 14035510 | Ralbitz (Ralbicy)                 | 1.026     | 1.024      | 2.298       | Ralbitz-Rosenthal | Bautzen   |
| 120852 | 14035520 | Rauschwitz                        | 764       | 761        | 1.192       | Elstra            | Bautzen   |
| 120853 | 14035530 | Reichenau                         | 443       | 442        | 635         | Haselbachtal      | Bautzen   |
| 120854 | 14035540 | Reichenbach                       | 777       | 789        | 659         | Haselbachtal      | Bautzen   |
| 120855 | 14035550 | Röhrsdorf                         | 196       | 191        | 719         | Königsbrück       | Bautzen   |
| 120856 | 14035560 | Rosenthal (Róžant)                | 1.051     | 1.054      | 1.712       | Ralbitz-Rosenthal | Bautzen   |
| 120860 | 14035600 | Schmorkau                         | 553       | 549        | 1.391       | Neukirch          | Bautzen   |
| 120862 | 14035620 | Schönbach                         | 194       | 194        | 488         | Schönteichen      | Bautzen   |
| 120863 | 14035630 | Schwepnitz                        | 1.914     | 1.897      | 1.411       | Schwepnitz        | Bautzen   |
| 120865 | 14035650 | Skaska-Döbra                      | 610       | 608        | 1.132       | Oßling            | Bautzen   |
| 120866 | 14035660 | Steina                            | 1.924     | 1.925      | 1.249       | Steina            | Bautzen   |
| 120867 | 14035670 | Straßgräbchen                     | 938       | 935        | 956         | Bernsdorf         | Bautzen   |
| 120869 | 14035690 | Weißbach b. Königsbrück           | 287       | 289        | 779         | Neukirch          | Bautzen   |
| 120871 | 14035710 | Weißig                            | 287       | 287        | 975         | Oßling            | Bautzen   |
| 120876 | 14035760 | Zschornau-Schiedel                | 327       | 322        | 987         | Kamenz            | Bautzen   |
| 120800 | 14035000 | Landkreis Kamenz                  | 60.007    | 59.707     | 61.664      | ––––––            | ––––––    |

## Landräte
- bis 1990 Vorsitzende des Rates des Kreises
- 1. Juli 1990 – 31. Dezember 1991: Edgar Unger
- 1. Januar 1992 – 31. Dezember 1995: Andrea Fischer

## Wirtschaft und Verkehr
Im Norden herrschte wegen der meist guten Böden der Anbau von Getreide, Zuckerrüben und Kartoffeln sowie eine intensive Grünlandnutzung, verbunden mit Rinderzucht und Milchviehhaltung, vor. Der südliche Abschnitt des Kreisgebietes dagegen wurde auf 236 km² forstwirtschaftlich genutzt. Überall im Kreis war die traditionelle Textilindustrie verbreitet, zumeist Bandweberei (insbesondere an der Pulsnitz) und Tuchindustrie. Die Ton- und Natursteinverarbeitung stellte ebenfalls einen industriellen Schwerpunkt des Kreises dar. Wichtige Betriebe waren der VEB Glaswerk Schwepnitz, der VEB Lausitzer Granit und der VEB Lausitzer Keramik.
Von alters her waren Tuchmacherei, Töpferei und Glasindustrie in Kamenz angesiedelt, später hinzugekommen waren Betriebe der Metallverarbeitung und Mikroelektronik, Spielwaren-, Baustoff- sowie Maschinenindustrie. In der zweitgrößte Stadt des Kreises Königsbrück wurden Großküchengeräte, elektronische Bauteile und graphische Erzeugnisse hergestellt. Elstra in landschaftlich reizvoller Umgebung im Landschaftsschutzgebiet Westlausitz entwickelte sich zum Naherholungszentrum und Wintersportort mit Skiliften am 413 m hohen Schwarzen Berg. Sehenswert in der Umgebung war das Kloster Marienstern bei Panschwitz-Kuckau, das neben Marienthal das einzige Zisterzienserinnenkloster war, das ohne Unterbrechung bestand.
Über die Hohe Straße, die Via Regia Lusatiae Superioris des 13. Jahrhunderts, wurden bis ins 18. Jh. die wichtigsten Handelsgüter bewegt. Für den neuzeitlicheren Transport standen die Eisenbahnstrecke Dresden-Cottbus und die Fernstraße F 97 (bis Dresden) zur Verfügung. Die Autobahn Bautzen-Dresden berührte den Kreis nur peripheral.

## Kfz-Kennzeichen
Den Kraftfahrzeugen (mit Ausnahme der Motorräder) und Anhängern wurden von etwa 1974 bis Ende 1990 dreibuchstabige Unterscheidungszeichen, die mit dem Buchstabenpaar RN begannen, zugewiesen. Die letzte für Motorräder genutzte Kennzeichenserie war YX 30-01 bis YX 50-00.
Anfang 1991 erhielt der Landkreis das Unterscheidungszeichen KM.